# Areca

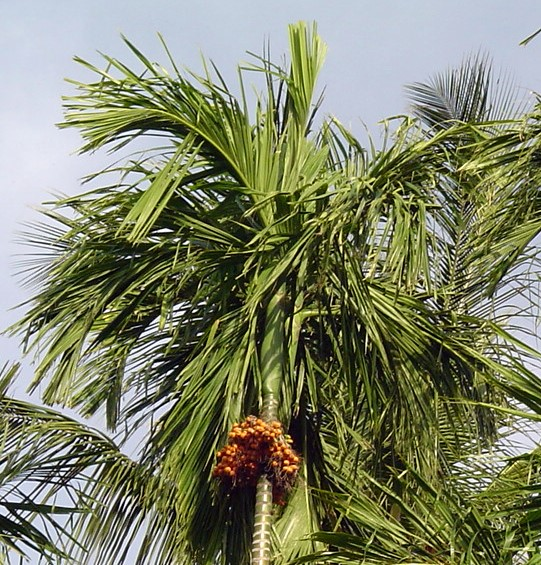
Areca catechu

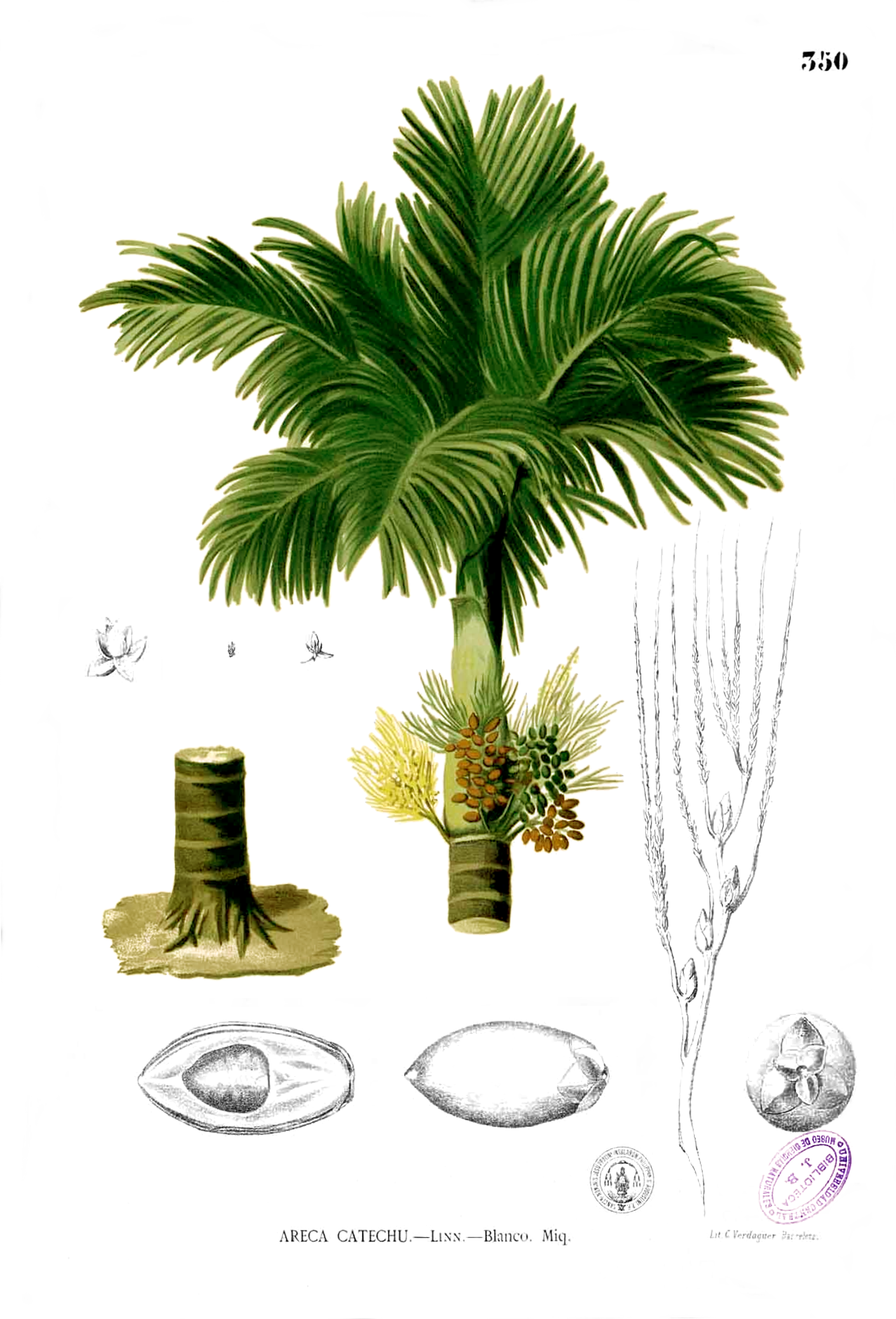
Areca catechu

Areca é um género de palmeira da Ásia e África oriental com cerca de 50 espécies conhecidas. A espécie mais importante é a Areca catechu ou Palmeira de betel, cuja semente - a noz de betel, noz de Areca ou pinang - é muito consumida nessas regiões como estimulante.
Na classificação taxonômica de Jussieu (1789), Areca é um gênero  botânico,  ordem  Palmae,  classe Monocotyledones com estames perigínicos.

## Espécies
- Areca abdulrahmanii J.Dransf. (1980).
- Areca ahmadii J.Dransf. (1984).
- Areca andersonii J.Dransf. (1984).
- Areca arundinacea Becc. (1877).
- Areca brachypoda J.Dransf. (1984).
- Areca caliso Becc. (1919).
- Areca camarinensis Becc. (1919).
- Areca catechu L. (1753) : Betel Palm
- Areca celebica Burret (1933).
- Areca chaiana J.Dransf. (1984).
- Areca concinna Thwaites (1864).
- Areca congesta Becc. (1923).
- Areca costulata Becc. (1919).
- Areca dayung J.Dransf. (1980).
- Areca furcata Becc. (1877).
- Areca guppyana Becc. (1914).
- Areca hutchinsoniana Becc. (1919).
- Areca insignis (Becc.) J.Dransf. (1984).
  - Areca insignis var. insignis
  - Areca insignis var. moorei (J.Dransf.) J.Dransf. (1984)
- Areca ipot Becc. (1909).
- Areca jobiensis Becc. (1877).
- Areca jugahpunya J.Dransf. (1984).
- Areca kinabaluensis Furtado (1933).
- Areca klingkangensis J.Dransf. (1984).
- Areca laosensis Becc. (1910).
- Areca ledermanniana Becc. (1923).
- Areca macrocalyx Zipp. ex Blume (1839).
- Areca macrocarpa Becc. (1909).
- Areca minuta Scheff., (1876).
- Areca montana Ridl., (1907).
- Areca multifida Burret (1936).
- Areca nannospadix Burret (1931).
- Areca nigasolu Becc. (1914).
- Areca novohibernica (Lauterb.) Becc. (1914).
- Areca oxycarpa Miq. (1868).
- Areca parens Becc. (1919).
- Areca rechingeriana Becc. (1910).
- Areca rheophytica J.Dransf. (1984).
- Areca ridleyana Becc. ex Furtado (1933).
- Areca rostrata Burret (1935).
- Areca salomonensis Burret (1936).
- Areca subacaulis (Becc.) J.Dransf. (1984).
- Areca torulo Becc. (1914).
- Areca triandra Roxb. ex Buch.-Ham. (1826).
- Areca tunku J.Dransf. & C.K.Lim (1992).
- Areca vestiaria Giseke (1792).
- Areca vidaliana Becc. (1907).
- Areca warburgiana Becc. (1914).
- Areca whitfordii Becc. (1907).